# Al-Ahqaf
Al-Ahqaf (arabisch الأحقاف al-Aḥqāf ‚Die Dünen‘) ist die 46. Sure des Korans, sie enthält 35 Verse. Die Sure gehört in das Ende der dritten mekkanischen Periode (620–622), mit Ausnahme der Verse 10, 15–18 und 35, die in die medinische Zeit datiert werden. Der Titel bezieht sich auf Vers 21. Nach der einleitenden Basmala finden sich die Buchstaben Ḥā' und Mīm, die auch am Beginn der vorhergehenden Suren 40, 41, 42, 43, 44 und 45 stehen. 
Als Ganzes besteht die Sure aus verschiedenen unabhängigen Blöcken. Die ersten zwölf Verse preisen die göttliche Herkunft der koranischen Botschaft, mit einem Hinweis in Vers 10 auf einen „Zeugen der Kinder Israels“. Dies ist nach allgemeiner Auffassung ʿAbdallāh ibn Salām, ein Jude aus dem Stamm der Qainuqa in Medina, der sich dem Propheten Mohammed anschloss. Es folgen einige Hinweise auf die endzeitliche Belohnung guter Werke, die Pflicht die Eltern zu ehren, den Propheten Hūd als „Bruder der ʿĀd, der bei den Dünen sein Volk warnte“, die Bekehrung einer Schar Dschinn. Abschließend werden die Mekkaner zum Glauben an die Auferstehung der Toten ermahnt, und Mohammed zur Geduld aufgerufen.